# Condado de Baltimore
El condado de Baltimore es un condado suburbano ubicado en la parte norte del estado de Maryland en Estados Unidos.
En 2000, la población es de 754.292 habitantes. Su sede está en Towson. El nombre del condado se deriva de la baronía del propietario de la colonia de Maryland, en Irlanda. El condado de Baltimore no incluye la ciudad de Baltimore, que es una ciudad independiente desde 1851.
Este condado forma parte del Área metropolitana de Baltimore-Washington.

## Demografía
Según el censo de 2000, el condado cuenta con 754.292 habitantes, 299.877 hogares y 198.518 familias que residentes. La densidad de población es de 487 hab/km² (1.260 hab/mi²). Hay 313.734 unidades habitacionales con una densidad promedio de 202 u.a./km² (524 u.a./mi²). La composición racial de la población del condado es 74,39% blanca, 20,10% negra o afrodescendiente, 0,25% nativa americana, 3,17% asiática, 0,03% de las islas del Pacífico, 0,62% de otros orígenes y 1,43% de dos o más razas. El 1,83% de la población es de origen hispano o latino cualquiera sea su raza de origen.
De los 299.877 hogares, en el 30,20% viven menores de edad, 49,40% están formados por parejas casadas que viven juntas, 12,80% son llevados por una mujer sin esposo presente y 33,80% no son familias. El 27,30% de todos los hogares están formados por una sola persona y 10,10% incluyen a una persona de más de 65 años. El promedio de habitantes por hogar es de 2,46 y el tamaño promedio de las familias es de 3,00 personas.
El 23,60% de la población del condado tiene menos de 18 años, el 8,50% tiene entre 18 y 24 años, el 29,80% tiene entre 25 y 44 años, el 23,40% tiene entre 45 y 64 años y el 14,60% tiene más de 65 años de edad. La mediana de la edad es de 38 años. Por cada 100 mujeres hay 90,00 hombres y por cada 100 mujeres de más de 18 años hay 86,00 hombres.
La renta media de un hogar del condado es de $50.667, y la renta media de una familia es de $59.998. Los hombres ganan en promedio $41.048 contra $31.426 por las mujeres. La renta per cápita en el condado es de $26.167. 6,50% de la población y 4,50% de las familias tienen entradas por debajo del nivel de pobreza. De la población total bajo el nivel de pobreza, el 7,2% son menores de 18 y el 6,5% son mayores de 65 años.

## Lugares designados por el censo
- Arbutus
- Bowleys Quarters
- Carney
- Catonsville
- Cockeysville
- Dundalk
- Edgemere
- Essex
- Garrison
- Hampton
- Kingsville
- Lansdowne-Baltimore Highlands (una combinación de las comunidades de Lansdowne y Baltimore Highlands reconocido como una unidad por la Oficina del Censo).
- Lochearn
- Lutherville-Timonium (una combinación de las comunidades de Lutherville y Timonium reconocido como unaunidad por la Oficina del Censo).

- Mays Chapel
- Middle River
- Milford Mill
- Overlea
- Owings Mills
- Parkville
- Perry Hall
- Pikesville
- Randallstown
- Reisterstown
- Rosedale
- Rossville
- Towson
- White Marsh
- Woodlawn (nota: este es también el nombre de Woodlawn en el Condado de Prince George: Woodlawn (condado de Prince George, Maryland)).

## Áreas no incorporadas
- Baldwin
- Boring
- Brooklandville
- Butler
- Chase
- Fork
- Fort Howard
- Germantown
- Glen Arm
- Glencoe
- Glyndon
- Halethorpe
- Hereford
- Hunt Valley
- Hydes

- Jacksonville
- Long Green
- Maryland Line
- Monkton
- Nottingham
- Oella
- Parkton
- Phoenix
- Ruxton
- Sparks
- Sparrows Point
- Stevenson
- Turners Station
- Upper Falls
- Upperco
- White Hall

## Educación
Las Escuelas Públicas del Condado de Baltimore gestiona escuelas públicas.